# HMS Implacable (1899)
O HMS Implacable foi um couraçado pré-dreadnought operado pela Marinha Real Britânica e a terceira e última embarcação da Classe Formidable, depois do HMS Formidable e HMS Irresistible. Sua construção começou em julho de 1898 no Estaleiro Real de Devonport e foi lançado ao mar em março do ano seguinte, sendo comissionado em setembro de 1901. Era armado com uma bateria principal de quatro canhões de 305 milímetros em duas torres de artilharia duplas, tinha um deslocamento de dezesseis mil toneladas e alcançava uma velocidade máxima de dezoito nós.
O Implacable teve um início de carreira tranquilo, servindo primeiro no Mar Mediterrâneo, depois no Canal da Mancha, no Oceano Atlântico e por fim na Frota Doméstica. A Primeira Guerra Mundial começou em 1914 e ele inicialmente patrulhou o Canal da Mancha, sendo transferido em 1915 para a Campanha de Galípoli e dando apoio para desembarques em Dardanelos. Permaneceu no Mediterrâneo até meados de 1917, voltando para casa e sendo tirado de serviço. Foi usado como depósito flutuante pelo restante da guerra, sendo descomissionado em 1919 e desmontado em 1921.